# كينيدي بواتينغ
كينيدي بواتينغ (بالإنجليزية: Kennedy Boateng)‏ هو لاعب كرة قدم غاني في مركز الدفاع، ولد في 29 نوفمبر 1996 في غانا. لعب مع لاسك لينتس.

## وصلات خارجية
- كينيدي بواتينغ على موقع قاعدة بيانات كرة القدم.إي يو (الإنجليزية)
- كينيدي بواتينغ على موقع ناشيونال فوتبول تيمز (الإنجليزية)
- كينيدي بواتينغ على موقع Soccerway.com (الإنجليزية)
- كينيدي بواتينغ على موقع عالم كرة القدم.نت (الإنجليزية)